# Petrolinvest
Petrolinvest S.A. – przedsiębiorstwo przemysłu paliwowego z siedzibą w Gdyni, wchodzące w skład koncernu Prokom Investments. Ma charakter wydobywczy. Działa głównie w Kazachstanie, gdzie poszukuje ropy naftowej.
Spółka została założona w 1991 roku przez Ryszarda Krauzego. 16 lipca 2007 r. spółka zadebiutowała na Giełdzie Papierów Wartościowych w Warszawie.